# Diplodus argenteus caudimacula
Diplodus argenteus caudimacula és un peix teleosti de la família dels espàrids i de l'ordre dels perciformes. Pot arribar als 30 cm de llargària total. Menja algues, mol·luscs i crancs. Es troba a les costes centrals de l'Atlàntic occidental (sud de Florida, Índies Occidentals i la riba sud del Carib).